# Пиросмани (село)
Пиросмани (груз. ფიროსმანი) — село в Грузии. Находится в восточной Грузии, в Дедоплискаройском муниципалитете края Кахетия. Расположено на правом берегу реки Алазани, на высоте 280 метров над уровнем моря. От города Дедоплис-Цкаро располагается в 48 километрах. По результатам переписи 2014 года в селе проживало 569 человек. Относится к Хорнабуджской и Эретской епархии Грузинской православной церкви.